# Aïn Fras
Aïn Fras est une commune de la wilaya de Mascara en Algérie.

## Toponymie
Probablement du tamazight ⴼⵔⵙ frs émonder, en piquet.